# Commission d'organisation des régions fortifiées

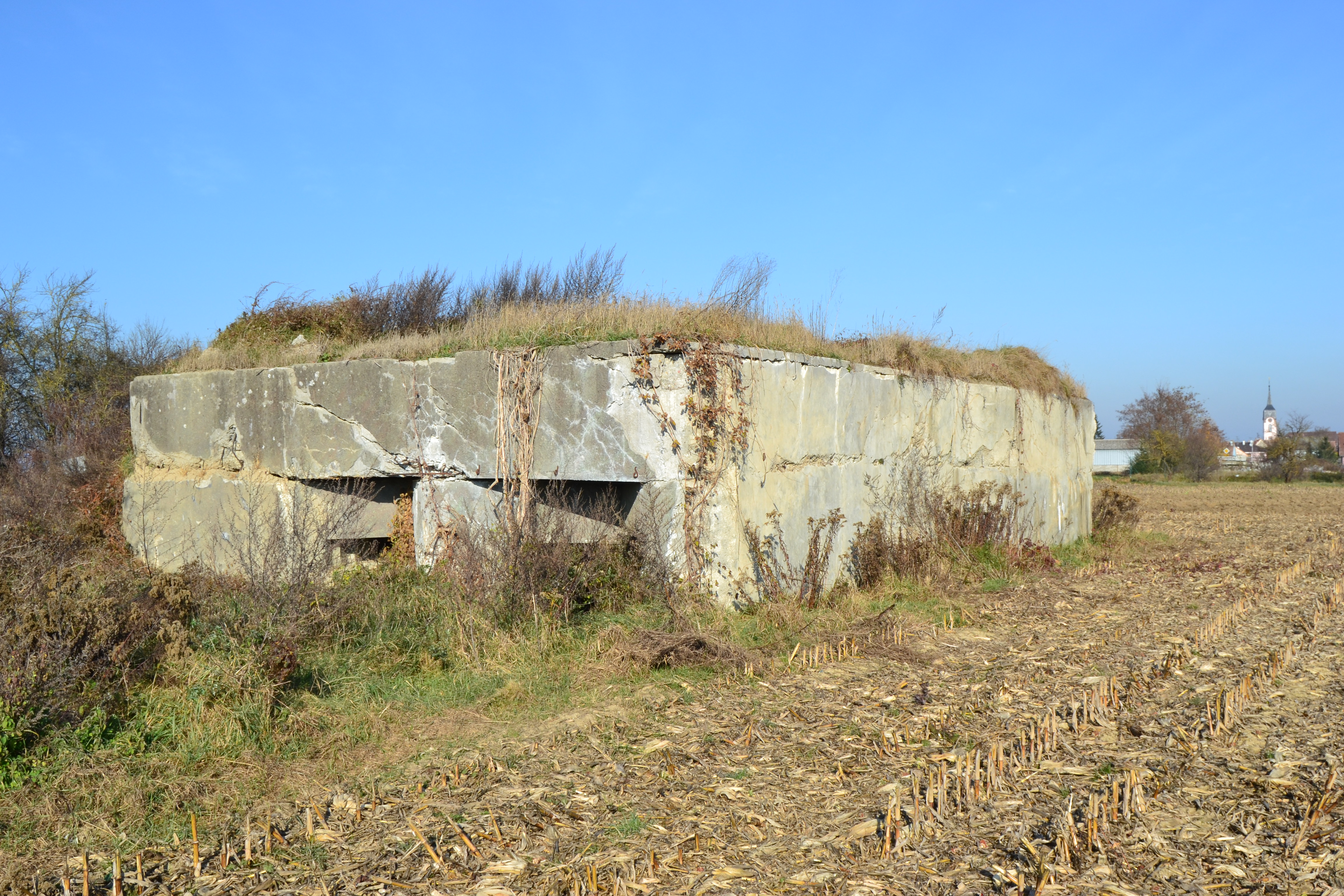
Casemate de la Ligne Maginot à Bantzenheim, Haut-Rhin, Alsace, France

La Commission d'organisation des régions fortifiées (CORF) est un organisme militaire français créé le 30 septembre 1927 par le ministre de la Guerre Paul Painlevé pour étudier et faire réaliser les ouvrages de fortification des frontières. La création de cet organisme n'est pas une décision spontanée mais le résultat d'une longue et profonde réflexion sur la meilleure façon de défendre les frontières de la France.
Le sigle CORF désigne aussi un type de fortifications, que ce soit des ouvrages, des casemates, des observatoires ou des abris, dont les plans ont été établis par la Commission et qui forment la partie la plus puissante de la ligne Maginot.
Pour un article plus général, voir Ligne Maginot.

## Institution

### Genèse de la CORF
Dès 1918, le Haut-Commandement militaire se préoccupe de la nouvelle organisation défensive de la France. Tout en précisant bien que « le plan de guerre consiste à porter la guerre en territoire ennemi », une note du 15 avril 1919 pose les grands principes de la future organisation défensive avec, notamment, la création de « régions fortifiées » qui doivent être «  amorcées dès le temps de paix ».

Le 5 mars 1920, il signe une « instruction générale sur les études préparatoires à l’organisation défensive des fronts d’Alsace et de Lorraine » et, le 17 mars, le Conseil supérieur de la guerre décide de confier les études concrètes à ses membres.

#### Commission de défense du territoire
Le 22 mai 1922, en raison des opinions divergentes qui résulte des travaux du Conseil, les études de l’organisation défensive sont confiées à une « Commission de défense du territoire » (CDT) dont la présidence est confiée au maréchal Joffre. Il en démissionne très rapidement en raison de l’opposition irréductible des tenants des deux concepts de fortification : 
- une fortification permanente discontinue, mise en place dès le temps de paix, mais dans certains secteurs sensibles seulement ;
- une fortification de campagne linéaire renforcée à mettre en place au moment de la mobilisation générale.

Fin 1925, la CDT dépose son rapport et, quelques jours après, le 31 décembre, le ministre publie un décret créant une « Commission de défense des frontières » (CDF) dont la présidence est offerte au général Guillaumat qui présidait la CDT depuis le départ du maréchal Joffre.

#### Commission de défense des frontières
Cette Commission de défense des frontières est essentiellement une émanation du Conseil supérieur de la guerre et sa mission est de définir précisément l’organisation détaillée du futur système défensif.
Dès le 26 novembre 1926, la CDF adresse au ministre de la Guerre son rapport sur l’organisation défensive des frontières qui préconise de créer un système fortifié discontinu susceptible de résister avec ses seuls moyens pendant une huitaine de jours pour permettre la mobilisation générale et la concentration des armées :
- dans le Nord-Est (Alsace et Lorraine), une fortification permanente dans trois « régions fortifiées » : la première protégeant Metz, Thionville et Longwy (région fortifiée de Metz), la deuxième sur la Lauter et les Vosges du Nord (région fortifiée de la Lauter), la troisième couvrant Belfort et la Haute-Alsace (région fortifiée de Belfort). Ces régions fortifiées seront séparées par des zones d’obstacles naturels (secteur des étangs) ou de parcours difficiles (Basses Vosges) qui seront renforcées par des destructions massives à la déclaration de guerre.
- Dans le Nord (Nord et Ardennes) : une zone de destructions massives face aux débouchés des Ardennes, entre Longwy et Hirson, et, entre Hirson et la mer du Nord, une fortification de campagne à établir à la mobilisation.
- Dans le Sud-Est (Alpes), cinq « zones fortifiées » barrant les débouchés des cols, à Bourg-Saint-Maurice, Modane, Briançon, Tournoux et Nice. Les études pour le Sud-Est furent ensuite poursuivis plus avant par le général Degoutte, commandant désigné de l’armée des Alpes. Ces études aboutirent au rapport du 12 février 1929 qui donnait, cartes à l’appui, le détail des propositions de la CDF pour ce secteur.

Le 23 août 1927, au cours de sa 12e réunion, la CDF demande la réactivation du « Comité des fortifications », organisme qui avait assuré avec succès au XIXe siècle la supervision de la construction des fortifications, en particulier du système Séré de Rivières.
Finalement, le 30 septembre 1927, le ministre de la défense Painlevé publie un décret mettant sur pied non pas le Comité des fortifications attendu mais une « Commission d’organisation des régions fortifiées » (CORF). La Commission de défense des frontières va continuer à fonctionner parallèlement à la CORF, pendant près de quatre ans, mais le ministre n'en renouvellera pas les membres à leur départ.

### Composition de la CORF
La CORF était constituée de quatre puis cinq membres, tous officiers supérieurs et provenant des armes savantes (génie et artillerie).
Le président de la commission est l'inspecteur général du génie en exercice délégué par son arme, il suivait les indications de la majorité après avoir donné son avis technique. Le premier est le général de division Fillonneau à partir de septembre 1927, remplacé le 26 décembre 1928 par le général de division Belhague jusqu'à la dissolution de la commission le 31 décembre 1935.
En 1927, les autres membres sont le général de brigade Guitry (alors sous-chef d'état-major de l'armée), le général de division Heusch (membre du Comité technique du génie) et le général de brigade Culmann (chef du secrétariat de la Commission).
En juin 1928 se rajoute un cinquième membre, le général de division Challéat (inspecteur des études et expériences techniques de l'artillerie). Pour le cas du Sud-Est (les Alpes ne font pas partie des attributions du général Culmann), un secrétariat, dirigé par le colonel Oehmichen puis à partir du 19 décembre 1931 par le lieutenant-colonel Métrot, coordonne les travaux.
La Commission s'appuie sur des délégations locales pour la réalisation des travaux. Ces délégations sont composées du directeur local du génie, d'un officier d'infanterie et d'un d'artillerie. Leurs chefs sont :
- le colonel Thiriot à Metz pour la région fortifiée de Metz (SF de la Crusnes, de Thionville, de Boulay et de Faulquemont) ;
- le colonel Frossard à Strasbourg pour la région fortifiée de la Lauter (SF de Rohrbach, des Vosges et de Haguenau)[6] ;
- le colonel Caillod à Grenoble pour le secteur fortifié de la Savoie ;
- le lieutenant-colonel Loriferne à Briançon pour le secteur fortifié du Dauphiné ;
- le lieutenant-colonel André à Nice pour le secteur fortifié des Alpes-Maritimes[7].

### Décisions prises
La commission a fait le choix de défendre les frontières françaises avec une ligne de fortification construite en temps de paix, dont l'ossature est composée de trois régions fortifiées (RF de Metz, de la Lauter et de Belfort).
Elle est à l'origine de la réalisation pratique de la majorité de la ligne Maginot, en métropole (dans le nord-est comme dans le sud-est), en Corse (l'organisation défensive de la Corse) ainsi qu'en Tunisie (la ligne Mareth). Les premiers travaux débutent en 1928 à Rimplas (dans les Alpes-Maritimes).
Les fortifications sont conçues sur des modèles industriels inspirés par la mécanisation et la réduction des coûts industriels. Les constructions sont inspectées par les inspecteurs généraux du génie qui n'hésitaient pas à faire détruire et reconstruire les ouvrages qui manquaient de qualité et de résistance techniques et étaient particulièrement exigeants envers les entrepreneurs civils. Les différents chefs d'état-major des généraux inspecteurs du génie en poste, jusqu'en 1935 inférieurs en grade à l'inspecteur général titulaire, puis par les inspecteurs généraux du génie jusqu'en 1939.[Quoi ?]

## Organes CORF
L'acronyme désigne aussi un type de fortifications dont les plans ont été validés par la Commission.

### Ouvrages
Un ouvrage CORF désigne un fort construit pour interdire par ses tirs une portion de la ligne fortifiée. Ces ouvrages sont composés de blocs, reliés le plus souvent entre eux par des galeries souterraines, avec des œuvres vives souterraines communes (magasins, casernement, usines, etc.).

### Casemates
Une casemate CORF est une fortification interdisant de ses tirs de mitrailleuses une portion de la ligne, assurant la continuité des feux entre les ouvrages.

### Observatoires
Un observatoire CORF est une fortification protégeant des cloches d'observation et des appareils optiques (périscopes) destinés au réglage d'artillerie. Les observatoires peuvent être intégrés dans les ouvrages comme être indépendants.

### Abris
Un abri CORF est une fortification servant d'abri pour toute une compagnie d'infanterie. Deux modèles ont été développés, l'abri de surface et l'abri-caverne (en souterrain, avec deux blocs d'entrées en surface).